# Trond Einar Elden
Trond Einar Elden (ur. 2 lutego 1970 w Namdalseid) – norweski kombinator norweski i biegacz narciarski, srebrny medalista olimpijski, czterokrotny medalista mistrzostw świata oraz pięciokrotny złoty medalista mistrzostw świata juniorów.

## Kariera
W Pucharze Świata w kombinacji norweskiej Trond Einar Elden zadebiutował 6 marca 1987 roku w Falun, zajmując 28. miejsce w zawodach metodą Gundersena. W sezonie 1986/1987 pojawił się jeszcze raz - 19 marca w Oslo, gdzie był dziewiętnasty. Wobec braku zdobytych punktów (do sezonu 2001/2002 obowiązywała inna punktacja Pucharu Świata) nie został uwzględniony w klasyfikacji generalnej. Pierwsze pucharowe punkty wywalczył 12 marca 1988 roku w Falun, gdzie był jedenasty w Gundersenie. Były to jedyne punkty wywalczone przez Eldena w sezonie 1987/1988, który ukończył na 29. pozycji. W 1988 roku osiągnął swój pierwszy sukces, zdobywając złoty medal w konkursie drużynowym podczas mistrzostw świata juniorów w Saalfelden.
Przełom w karierze Norwega nastąpił w sezonie 1988/1989. W Pucharze Świata już w pierwszym swoim starcie - 7 stycznia 1989 roku w Schonach po raz pierwszy stanął na podium, zajmując trzecie miejsce. W pozostałej części sezonu pojawił się trzykrotnie zajmując czwarte miejsce w Reit im Winkl, a 3 marca w Oslo odniósł swoje pierwsze pucharowe zwycięstwo. Zwyciężył także osiem dni później w Falun. W klasyfikacji generalnej pozwoliło mu to na zajęcie szóstego miejsca. W lutym 1989 roku brał udział w mistrzostwach świata w Lahti, gdzie zdobył złote medale zarówno indywidualnie jak i drużynowo. W zawodach indywidualnych wygrał konkurs skoków i prowadzenia nie oddał na trasie biegu. Na mecie stawił się pierwszy, o ponad dwie i pół minuty przez reprezentantem ZSRR Andriejem Dundukowem i ponad trzy minuty przed swoim rodakiem Trondem-Arne Bredesenem. Został tym samym najmłodszym w historii mistrzem świata w kombinacji norweskiej. W zawodach drużynowych wspólnie ze swoim bratem Bårdem Jørgenem Eldenem i Trondem-Arne Bredesenem po skokach zajmował czwarte miejsce. Norwegowie przed biegiem tracili do prowadzących Austriaków ponad trzy minuty, jednak na trasie zdołali wyprzedzić wszystkie sztafety, które mieli przed sobą i sięgnęli po złoty medal. Na mecie o ponad półtorej minuty wyprzedzili Szwajcarów i reprezentantów NRD. Ponadto w marcu 1989 roku Elden zdobył złote medale indywidualnie i drużynowo na mistrzostwach świata juniorów w Vang.
Norweg wystartował we wszystkich konkursach Pucharu Świata w sezonie 1989/1990, przy czym tylko raz nie zdobył punktów. Siedmiokrotnie plasował się czołowej dziesiątce zawodów, na podium stając dwa razy: 6 stycznia w Reit im Winkl i 16 marca 1990 roku w Oslo, w obu przypadkach zajmując trzecie miejsce. Końcem marca 1990 roku wystąpił na mistrzostwach świata juniorów w Štrbskim Plesie ponownie zdobywając dwa złote medale. Były to ostatnie występy Tronda w tej kategorii wiekowej. Najlepsze wyniki w Pucharze Świata osiągnął w sezonie 1990/1991. Sześciokrotnie znajdował się w pierwszej dziesiątce, w tym: 15 grudnia 1990 roku w Trondheim był drugi, 2 marca w Lahti, 8 marca w Falun oraz 15 marca w Oslo zwyciężał, a 23 marca 1991 roku w Sankt Moritz był trzeci. Zwycięstwo w Oslo było jego ostatnim pucharowym triumfem. W klasyfikacji generalnej zajął ostatecznie trzecie miejsce, za swym rodakiem Fredem Børre Lundbergiem i Austriakiem Klausem Sulzenbacherem. W lutym 1991 roku wystąpił na mistrzostwach świata w Val di Fiemme, jednak medalu nie zdobył. Indywidualnie zajął dopiero 21. miejsce, a wraz z kolegami z drużyny uplasował się na piątej pozycji w rywalizacji sztafet.
Najważniejszym punktem sezonu 1991/1992 były igrzyska olimpijskie w Albertville w 1992 roku. W konkursie drużynowym Norwegowie w składzie Knut Tore Apeland, Fred Børre Lundberg i Trond Einar Elden po skokach zajmowali dopiero szóste miejsce, co przełożyło się na stratę ponad 6 minut do prowadzących Japończyków. Na trasie biegu Norwegowie byli jednak najlepsi, dzięki czemu awansowali aż na drugie miejsce, na mecie tracąc do reprezentantów Japonii niecałe półtorej minuty. W konkursie indywidualnym Elden zajął dopiero 35. miejsce w skokach i do biegu przystąpił ze startą ponad 4 minut. W biegu spisał się dobrze i zdołał awansować na dziewiąte miejsce. W zawodach pucharowych czterokrotnie plasował się w czołowej dziesiątce, jednak na podium wskoczył tylko raz - 10 marca 1992 roku w Trondheim był drugi. W klasyfikacji generalnej był tym razem piąty.
Kolejne dwa medale wywalczył podczas mistrzostwa świata w Falun w 1993 roku. W konkursie indywidualnym awansował z piętnastego miejsca po skokach na trzecie na mecie biegu, zdobywając tym samym brązowy medal. Wyprzedzili go tylko Japończyk Kenji Ogiwara i Knut Tore Apeland. W zawodach drużynowych razem z Lunbergiem i Apelandem zdobył srebrny medal. Po skokach Norwegowie zajmowali trzecie miejsce za Japonią i Niemcami, w biegu wyprzedzili jednak tych drugich i ze startą ponad trzech i pół minuty zdobyli srebro. W zawodach pucharowych sezonu 1992/1993 ani razu nie stanął na podium. Najlepszy wynik uzyskał 20 marca 1993 roku w Štrbskim Plesie, gdzie był czwarty. Mimo to w klasyfikacji generalnej zajął piątą pozycję.
Na igrzyskach olimpijskich w Lillehammer w 1994 roku Trond Einar wystąpił tylko w zawodach indywidualnych. Konkurs skoków ukończył na piętnastej pozycji, a na strasie biegu przesunął się na ósme miejsce. Mimo to jego strata do Lundberga, który zwyciężył wyniosła na mecie ponad cztery minuty. Punktował we wszystkich zawodach Pucharu Świata w sezonie 1993/1994. Na podium stanął dwukrotnie: 11 grudnia 1993 roku w Sankt Moritz oraz 19 marca 1994 roku w Thunder Bay, zajmując trzecie miejsce. W klasyfikacji generalnej był szósty, tuż przed swoim bratem. Podobnie wypadł w sezonie 1994/1995, który ukończył na siódmym miejscu. Tym razem tylko raz stanął na podium - 18 lutego 1995 roku w Bad Goisern był trzeci. mistrzostwa świata w Thunder Bay w 1995 oku nie przyniosły mu medalu. Wystąpił tylko w zawodach indywidualnych, które ukończył na dziewiątej pozycji.
Sezon 1995/1996 był najsłabszym w karierze Eldena od siedmiu lat. Tylko dwukrotnie znalazł się w czołowej dziesiątce zawodów pucharowych, najlepszy wynik osiągając 4 lutego 1996 roku w Seefeld, gdzie był szósty. W klasyfikacji generalnej zajął ostatecznie czternaste miejsce. Norweg zdołał się poprawić w sezonie 1996/1997, który ukończył na ósmej pozycji. Na podium znalazł się dwukrotnie: 11 grudnia 1996 roku w Steamboat Springs i 14 marca 1997 roku w Oslo, kiedy zajmował trzecie miejsce. Podium wywalczone w stolicy Norwegii było ostatnim w jego karierze. W zawodach pucharowych startował do zakończenia sezonu 1999/2000, ale uzyskiwał słabsze wyniki. W tym czasie pojawił się tylko na jednej dużej imprezie - mistrzostwach świata w Ramsau w 1999 roku, gdzie w sprincie był dziesiąty, a wraz z Lundbergiem, Bjarte Engenem Vikiem i Kennethem Braatenem zdobył srebrny medal. W walce o złoto lepsi okazali się Finowie, którzy zwyciężyli z przewagą ponad minuty. Ostatni oficjalny występ w zawodach kombinacji norweskiej zanotował 17 marca 2000 roku w Sankt Moritz, gdzie zajął 15. miejsce w Gundersenie.
Po zakończeniu sezonu 1999/2000 zdecydował się kontynuować karierę sportową w biegach narciarskich. W Pucharze Świata w biegach narciarskich zadebiutował 17 grudnia 2000 roku w Brusson, gdzie zajął szóste miejsce w sprincie techniką dowolną. Tym samym już w swoim debiucie wywalczył pierwsze pucharowe punkty. W sezonie 2000/2001 pojawił się jeszcze kilkakrotnie, startując głównie w sprintach. Najlepszy wynik osiągnął 4 lutego 2001 roku w Novym Měscie, gdzie był drugi w sprincie stylem dowolnym, ustępując tylko swemu rodakowi Mortenowi Brørsowi. Było to jedyne podium Eldena w tym sezonie. Został tym samym pierwszym zawodnikiem, który stanął na podium PŚ zarówno w kombinacji jak i w biegach narciarskich. W klasyfikacji generalnej zajął ostatecznie 27. miejsce, a w klasyfikacji sprinterskiej był piąty.
Na podium zawodów PŚ w biegach stanął także w sezonie 2001/2002. Miało to miejsce 29 grudnia 2001 roku w Salzburgu, gdzie zajął drugie miejsce w sprincie techniką klasyczną. Blisko podium był dwa dni wcześniej w Garmisch-Partenkirchen, gdzie w sprincie stylem dowolnym był czwarty. W klasyfikacji generalnej zajął tym razem 34. miejsce, a w klasyfikacji sprinterskiej był jedenasty. Podium w Salzburgu było jednak ostatnim w jego karierze. Dobre występy w sprintach pozwoliły mu na wystąpienie na igrzyskach olimpijskich w Salt Lake City w 2002 roku. Wystąpił tam tylko w sprincie techniką dowolną, który ukończył na piętnastej pozycji. W tej samej konkurencji wystąpił także rok później, podczas mistrzostw świata w Val di Fiemme zajmując 24. miejsce. W zawodach pucharowych startował do zakończenia sezonu 2003/2004, ale uzyskiwał coraz słabsze wyniki. Ostatni raz pojawił się na Mistrzostwach Norwegii w 2005 roku, gdzie w biegu na 15 km stylem dowolnym był trzydziesty. W 2005 roku zakończył karierę.
W 1991 roku został nagrodzony medalem Holmenkollen wraz z norweskim biegaczem Vegardem Ulvangiem oraz dwoma skoczkami narciarskimi: Ernstem Vettorim z Austrii oraz Jensem Weißflogiem z Niemiec. W 2004 roku został laureatem nagrody Egebergs Ærespris. Po zakończeniu kariery sportowej trenował między innymi reprezentację USA w narciarstwie klasycznym.

## Osiągnięcia w kombinacji

### Igrzyska olimpijskie
| Miejsce | Dzień     | Rok  | Miejscowość | Konkurencja             | Wynik zwycięzcy | Strata  | Zwycięzca           |
| ------- | --------- | ---- | ----------- | ----------------------- | --------------- | ------- | ------------------- |
| 9.      | 12 lutego | 1992 | Albertville | Gundersen K-90/15 km    | 44:28,1         | +2:43,8 | Fabrice Guy         |
| 2.      | 24 lutego | 1992 | Albertville | Sztafeta K-90/3 × 10 km | 1:23:36,6       | +1:26,4 | Japonia             |
| 8.      | 19 lutego | 1994 | Lillehammer | Gundersen K-90/15 km    | 39:07,9         | +4:02,8 | Fred Børre Lundberg |

### Mistrzostwa świata
| Miejsce | Dzień     | Rok  | Miejscowość   | Konkurencja             | Wynik zwycięzcy | Strata  | Zwycięzca           |
| ------- | --------- | ---- | ------------- | ----------------------- | --------------- | ------- | ------------------- |
| 1.      | 18 lutego | 1989 | Lahti         | Gundersen K-90/15 km    | 37:10,7         | -       | -                   |
| 1.      | 24 lutego | 1989 | Lahti         | Sztafeta K-90/3 × 10 km | 1:24:21,7       | -       | -                   |
| 21.     | 7 lutego  | 1991 | Val di Fiemme | Gundersen K-90/15 km    | 41:00,6         | +4:36,5 | Fred Børre Lundberg |
| 5.      | 8 lutego  | 1991 | Val di Fiemme | Sztafeta K-90/3 × 10 km | 1:21:22,5       | +2:23,1 | Austria             |
| 3.      | 18 lutego | 1993 | Falun         | Gundersen K-90/15 km    | 46:47,5         | +2.32,6 | Kenji Ogiwara       |
| 2.      | 19 lutego | 1993 | Falun         | Sztafeta K-90/3 × 10 km | 1:19:25,7       | +3:46,3 | Japonia             |
| 9.      | 22 lutego | 1995 | Thunder Bay   | Gundersen K-90/15 km    | 41:16,9         | +2:06,6 | Fred Børre Lundberg |
| 2.      | 25 lutego | 1999 | Ramsau        | Sztafeta K-90/4 × 5 km  | 49:34,2         | +1:14,7 | Finlandia           |
| 10.     | 27 lutego | 1999 | Ramsau        | Sprint K-90/7,5 km      | 17:48,4         | +1:09,2 | Bjarte Engen Vik    |

### Mistrzostwa świata juniorów
| Miejsce | Dzień    | Rok  | Miejscowość   | Konkurencja             | Wynik zwycięzcy | Strata | Zwycięzca |
| ------- | -------- | ---- | ------------- | ----------------------- | --------------- | ------ | --------- |
| 1.      | 2 lutego | 1988 | Saalfelden    | Sztafeta K-90/3 × 10 km | ?               | -      | -         |
| 1.      | 17 marca | 1989 | Vang          | Gundersen K-90/15 km    | ?               | -      | -         |
| 1.      | 18 marca | 1989 | Vang          | Sztafeta K-90/3 × 10 km | ?               | -      | -         |
| 1.      | 28 marca | 1990 | Štrbské Pleso | Gundersen K-88/15 km    | ?               | -      | -         |
| 1.      | 31 marca | 1990 | Štrbské Pleso | Sztafeta K-90/3 × 10 km | ?               | -      | -         |

#### Puchar Świata

##### Miejsca w klasyfikacji generalnej
- sezon 1987/1988: 29.
- sezon 1988/1989: 6.
- sezon 1989/1990: 7.
- sezon 1990/1991: 3.
- sezon 1991/1992: 5.
- sezon 1992/1993: 7.
- sezon 1993/1994: 6.
- sezon 1994/1995: 7.
- sezon 1995/1996: 14.
- sezon 1996/1997: 8.
- sezon 1997/1998: 26.
- sezon 1998/1999: 15.
- sezon 1999/2000: 23.

##### Miejsca na podium chronologicznie
| Nr  | Data            | Miejscowość       | Konkurencja          | Wynik zwycięzcy | Pozycja | Strata  | Zwycięzca           |
| --- | --------------- | ----------------- | -------------------- | --------------- | ------- | ------- | ------------------- |
| 1.  | 7 stycznia 1989 | Schonach          | Gundersen K90/15 km  | ?               | 3.      | +1:24,2 | Hippolyt Kempf      |
| 2.  | 3 marca 1989    | Oslo              | Gundersen K105/15 km | ?               | 1.      | -       | -                   |
| 3.  | 11 marca 1989   | Falun             | Gundersen K90/15 km  | ?               | 1.      | -       | -                   |
| 4.  | 6 stycznia 1990 | Reit im Winkl     | Gundersen K90/15 km  | ?               | 3.      | ?       | Klaus Sulzenbacher  |
| 5.  | 16 marca 1990   | Oslo              | Gundersen K105/15 km | ?               | 3.      | +2:06,0 | Andriej Dundukow    |
| 6.  | 15 grudnia 1990 | Trondheim         | Gundersen K90/15 km  | ?               | 2.      | +17,0   | Fred Børre Lundberg |
| 7.  | 2 marca 1991    | Lahti             | Gundersen K105/15 km | ?               | 1.      | -       | -                   |
| 8.  | 8 marca 1991    | Falun             | Gundersen K90/15 km  | ?               | 1.      | -       | -                   |
| 9.  | 15 marca 1991   | Oslo              | Gundersen K105/15 km | ?               | 1.      | -       | -                   |
| 10. | 23 marca 1991   | Sankt Moritz      | Gundersen K90/15 km  | ?               | 3.      | +32.4   | Klaus Sulzenbacher  |
| 11. | 10 marca 1992   | Trondheim         | Gundersen K90/15 km  | ?               | 2.      | +4:42,3 | Fabrice Guy         |
| 12. | 11 grudnia 1993 | Sankt Moritz      | Gundersen K90/15 km  | ?               | 3.      | +3:05,0 | Kenji Ogiwara       |
| 13. | 19 marca 1994   | Thunder Bay       | Gundersen K90/15 km  | ?               | 3.      | +22,0   | Hippolyt Kempf      |
| 14. | 18 lutego 1995  | Bad Goisern       | Gundersen K90/15 km  | ?               | 3.      | +2:15,6 | Kenji Ogiwara       |
| 15. | 11 grudnia 1996 | Steamboat Springs | Gundersen K114/15 km | ?               | 3.      | +52,9   | Halldor Skard       |
| 16. | 14 marca 1997   | Oslo              | Gundersen K115/15 km | ?               | 3.      | +13,6   | Bjarte Engen Vik    |

## Osiągnięcia w biegach

### Igrzyska olimpijskie
| Miejsce | Dzień     | Rok  | Miejscowość    | Konkurencja            | Czas biegu | Strata | Zwycięzca        |
| ------- | --------- | ---- | -------------- | ---------------------- | ---------- | ------ | ---------------- |
| 15.     | 19 lutego | 2002 | Salt Lake City | Sprint stylem dowolnym | -          | -      | Tor Arne Hetland |

### Mistrzostwa świata
| Miejsce | Dzień     | Rok  | Miejscowość   | Konkurencja            | Czas biegu | Strata | Zwycięzca           |
| ------- | --------- | ---- | ------------- | ---------------------- | ---------- | ------ | ------------------- |
| 24.     | 26 lutego | 2003 | Val di Fiemme | Sprint stylem dowolnym | -          | -      | Thobias Fredriksson |

#### Puchar Świata

##### Miejsca w klasyfikacji generalnej
- sezon 2000/2001: 27
- sezon 2001/2002: 34
- sezon 2002/2003: 43
- sezon 2003/2004: 49

##### Miejsca na podium chronologicznie
| Nr | Data            | Miejscowość | Konkurencja              | Czas biegu | Pozycja | Strata | Zwycięzca       |
| -- | --------------- | ----------- | ------------------------ | ---------- | ------- | ------ | --------------- |
| 1. | 4 lutego 2001   | Nové Město  | Sprint stylem dowolnym   | -          | 2.      | -      | Morten Brørs    |
| 2. | 29 grudnia 2001 | Salzburg    | Sprint stylem klasycznym | -          | 2.      | -      | Håvard Bjerkeli |